# Skogskyrkogården, Björneborg
För andra betydelser, se Skogskyrkogården (olika betydelser).
Skogskyrkogården i Björneborg är den första i sitt slag i Finland. Den invigdes den 5 november 1989. Arkitekt Kaj Nordman har planerat både gravplatserna och byggnaderna på området. Kyrkogården är 37 hektar stor. Där finns traditionella gravplatser med minnesmärken och minneslund. Skogskapellets altarvägg består av konstnär Heikki Orvolas konstverk i sand blästrat glas. Konstverken heter "Det nya livets hopp" och "Livets och hoppets kors". Minnesstunder kan hållas i samlingssalen finns bredvid kapellet. Kyrkogården ägs av Björneborgs kyrkliga samfällighet